# Ivan Ivanovič Solovov
Ivan Ivanovič Solovov (in russo Иван Иванович Соловов?; Ėngel's, 29 ottobre 1952) è un regista russo.

## Filmografia parziale

### Regista
- Karavan smerti (1991)
- Gorjačaja točka (1998)
- Železnodorožnyj romans (2002)
- Otec (2007)